# Adršpach
Adršpach (německy Adersbach) je obec v severovýchodních Čechách pod zříceninou hradu Adršpach. Leží v okrese Náchod v Královéhradeckém kraji v turistickém regionu Kladské pomezí. Adršpach má rozlohu 1971 ha a žije zde 493 obyvatel. 
Na jeho území se nachází Adršpašsko-teplické skály, nejnavštěvovanější přírodní cíl v České republice.

## Části obce
- Dolní Adršpach
- Horní Adršpach

## Geografie
Adršpach leží v nadmořské výšce 554 metrů asi 5 km severovýchodně od města Teplice nad Metují, asi 23 km severně od Náchoda a 49 km severovýchodně od krajského města Hradec Králové. Leží při hranici s městem Teplice nad Metují, s polským Slezskem a obcemi okresu Trutnov. Nejnižším bodem je místo v korytě Metuje (488 m). Nejvyšším bodem je Krupná hora (705 m). Jihozápadní část obce leží v zalesněném území Závory, kudy prochází hranice s okresem Trutnov a severněji prochází západní hranice, která je zároveň hranicí s Polskem až po Hraniční hřbet (700 m; I. zóna CHKO), kde je také nejsevernější bod Adršpachu. Odtud směřuje hranice k Dlouhému vrchu (698 m), což je kuesta, na jejímž eskarpmentu je I. zóna CHKO Broumovsko – bukoklenové lesy. Hranice pokračuje přes Šibeniční vrch severně od Křížového vrchu (667 m) a Lad (623 m). Z údolí za soutokem Bučnice směřuje hranice Adršpachu k západu do Národní přírodní rezervace Adršpašsko-teplické skály a pod skály jižně od Bučiny (605 m). Od Velkého ohbí pod Královnou je jižní hranice vedena Vlčí roklí a dále k západu.
Dalšími významnými body jsou Starozámecký vrch (680 m), Svidnická věž (661 m) a Pavlovská hora (663 m).
Na území obce je také pozoruhodně četný výskyt pramenů vyplývající z hydrogeologických poměrů.

## Historie
První písemná zmínka z roku 1348 pochází z návrhu zemského zákoníku Majestas Carolina a uvádí hrad termínem Eberspach castrum. V roce 1354 se připomíná majitel hradu Hanuš a v roce 1397 se již píše Tamchyn z Aderspachu dnešním termínem.
Právo užívat znak a vlajku bylo obci uděleno rozhodnutím předsedy Poslanecké sněmovny Parlamentu České republiky dne 13. května 2003.

## Obyvatelstvo
| Rok            | 1869  | 1880  | 1890  | 1900  | 1910  | 1921  | 1930  | 1950 | 1961 | 1970 | 1980 | 1991 | 2001 | 2011 | 2021 |
| -------------- | ----- | ----- | ----- | ----- | ----- | ----- | ----- | ---- | ---- | ---- | ---- | ---- | ---- | ---- | ---- |
| Počet obyvatel | 1 424 | 1 674 | 1 660 | 1 538 | 1 605 | 1 449 | 1 490 | 789  | 660  | 565  | 609  | 535  | 508  | 511  | 468  |
| Počet domů     | 220   | 231   | 235   | 234   | 238   | 241   | 259   | 217  | 127  | 115  | 102  | 145  | 167  | 173  | 172  |

## Hospodářství
Nejvýznamnějším podnikem je Continental, dříve zde byla těžba sklářských písků.
Hlavní dopravní spojení tvoří železniční trať 047 a silnice mezi Trutnovem a Teplicemi nad Metují.
Adršpach je oblíbené turistické místo nadregionálního významu. Hlavní atrakcí jsou Adršpašsko-teplické skály a Křížový vrch, pozoruhodná ruina hradu Adršpach a Adršpašský zámek, kde se v současnosti nachází první české muzeum horolezectví. Poblíž Adršpachu jsou prameny řeky Metuje. Území Adršpachu je součástí Chráněné krajinné oblasti Broumovsko.

## Pamětihodnosti
- zámek Adršpach[9]
- hrad Adršpach[10]
- Křížový vrch s Křížovou cestou
- Kostel Povýšení svatého Kříže [11]

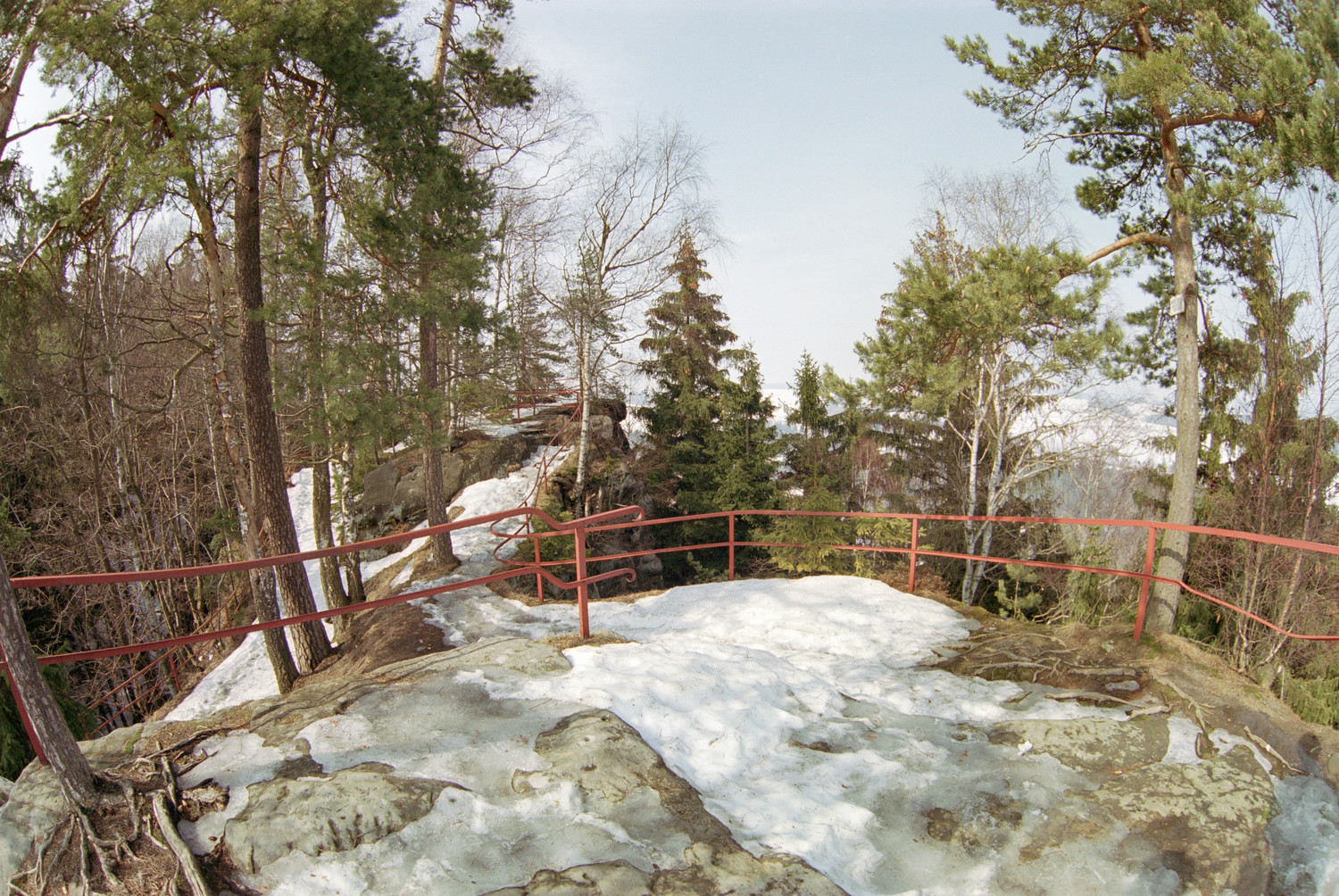
Část ruiny hradu Adršpach (2005).
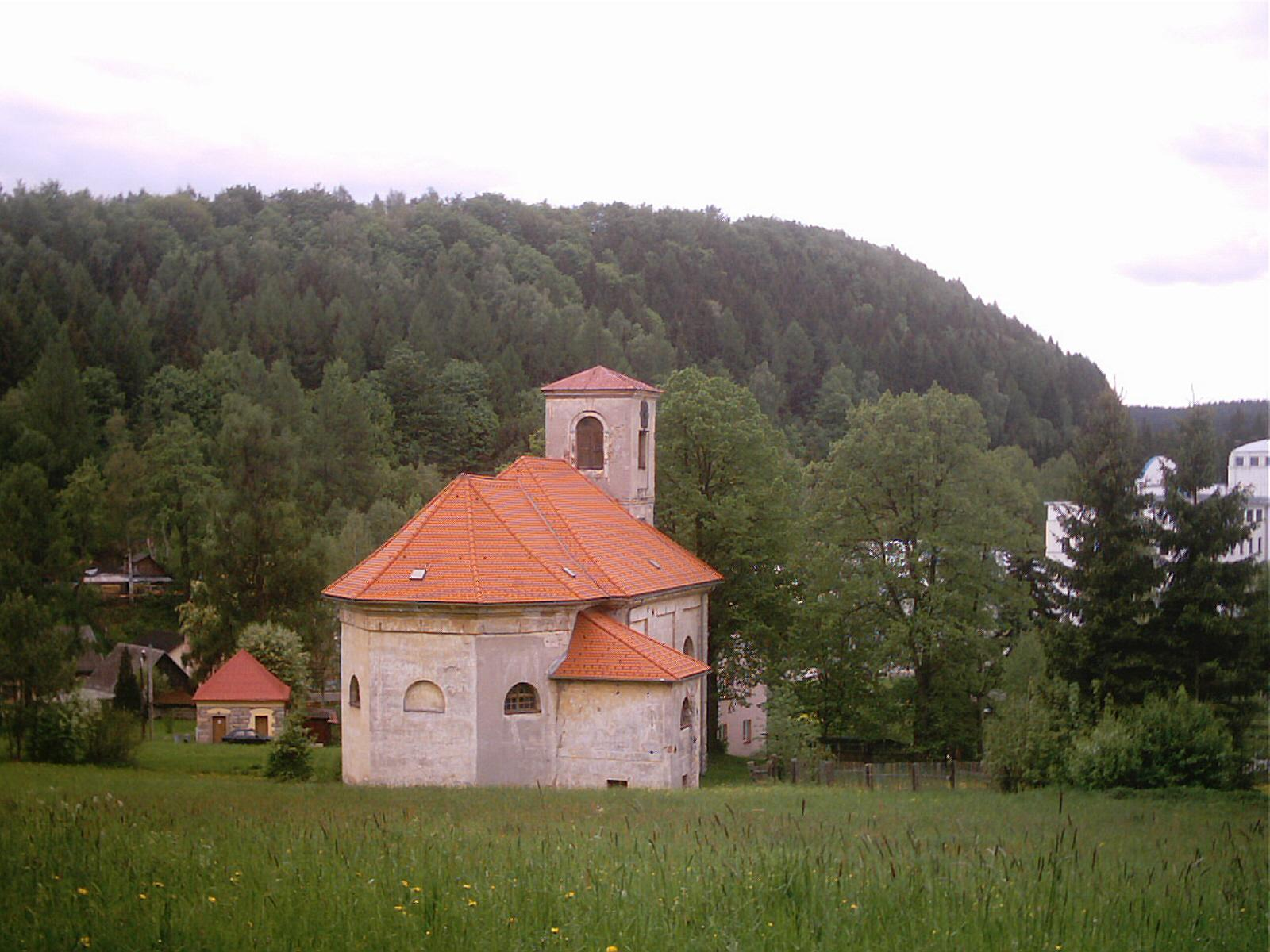
Kostel v Adršpachu
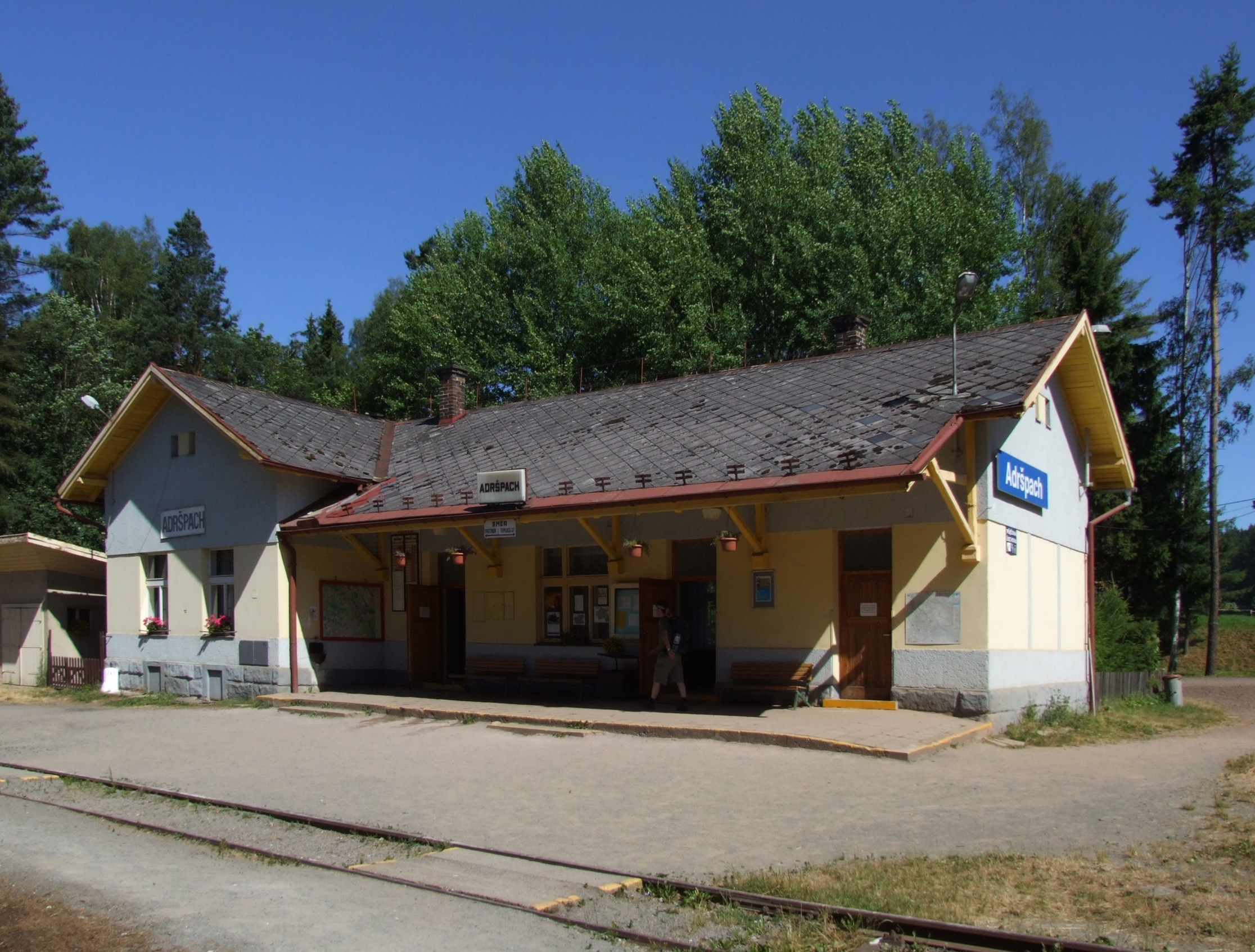
Železniční stanice